# Izquierda-Ezkerra
Izquierda-Ezkerra va ser una coalició política d'àmbit navarrès, integrada per Esquerra Unida de Navarra (IUN-NEB) i Batzarre entre 2011 i 2023, quan les organitzacions participen de la nova aliança Contigo Navarra-Zurekin Nafarroa.
Entre 2003 i 2010, Batzarre formà part de la coalició Nafarroa Bai, abandonant-la aquell any i acceptant en votació específica l'oferiment d'Esquerra Unida de Navarra per a conformar una nova coalició electoral d'esquerra. El 29 de gener de 2011 donaren a conèixer que la marca electoral de llur coalició duria el nom bilingüe (en castellà i euskera) d'Izquierda-Ezkerra.
Izquierda-Ezkerra aspira a generar un moviment polític obert que uneixi l'esquerra navarresa, posant més èmfasi en aquest eix ideològic que en uns altres. Aquest propòsit va ser valorat positivament per la Plataforma pel Canvi a Navarra (escissió del PSN-PSOE), que va mostrar la seva disposició a sumar-se a aquest "pol d'esquerres".
Encara que no es considera una coalició nacionalista basca, Izquierda-Ezkerra comparteix amb aquest moviment polític la iniciativa d'estendre l'oficialitat del basc a tot el territori navarrès, advocant per a això per la reforma de l'actual Llei Foral del Basc suprimint la zonificació lingüística avui existent.
Els seus cap de llista al Parlament de Navarra, a l'alcaldia de Pamplona i a la de Tudela són, respectivament, José Miguel Nuin (IUN/NEB), Edurne Egino (independent) i Milagros Rubio (Batzarre).
Finalment, després d'obtenir 18.409 vots (5,7%), van aconseguir tres representants al Parlament: dos membres d'IUN (José Miguel Nuin i Maria Luisa de Simón) i un de Batzarre (Txema Mauleón). A l'ajuntament de Pamplona van aconseguir un regidor (Edurne Eguino) i a Tudela van aconseguir ser tercera força, empatats a quatre regidors amb la segona, el PSN.

## Membres
| Partit | Partit                              |
| ------ | ----------------------------------- |
|        | Esquerra Unida de Navarra (IUN/NEB) |
|        | Assemblea (Batzarre)                |

## Resultats electorals

### Parlament de Navarra
| Any  | Líder            | Vots   | %         | Escons | +/– | Govern        |
| ---- | ---------------- | ------ | --------- | ------ | --- | ------------- |
| 2011 | José Miguel Nuin | 18,457 | 5.71 (#6) | 3 / 50 | Nou | Oposició      |
| 2015 | José Miguel Nuin | 12,482 | 3.69 (#7) | 2 / 50 | 1   | Coalició      |
| 2019 | Marisa de Simón  | 10,472 | 3.01 (#6) | 1 / 50 | 1   | Suport extern |

### Corts Generals
| Any      | Navarra            | Navarra            | Navarra  | Navarra | Navarra  | Navarra |
| Any      | Congrés            | Congrés            | Congrés  | Congrés | Senat    | Senat   |
| Any      | Vots               | %                  | Diputats | +/–     | Senadors | +/–     |
| -------- | ------------------ | ------------------ | -------- | ------- | -------- | ------- |
| 2011     | 18,251             | 5.51 (#5)          | 0 / 5    | Nou     | 0 / 4    | Nou     |
| 2015     | 14,528             | 4.11 (#7)          | 0 / 5    | =       | 0 / 4    | =       |
| 2016     | Dins d'Units Podem | Dins d'Units Podem | 0 / 5    | =       | 1 / 4    | 1       |
| 2019 (I) | Dins d'Units Podem | Dins d'Units Podem | 0 / 5    | =       | 0 / 4    | 1       |